# Ernst Hintzmann
 (mars 2024).
Ernst Hintzmann (né le 23 juin 1880 à Malchin et mort le 17 janvier 1951 à Brême) est un officier de marine allemand, plus récemment contre-amiral et homme politique de Brême (DVP, DNVP).

## Biographie
Ernst Hintzmann est le fils du futur directeur du lycée d'Elberfeld Ernst Hintzmann (de) (1853-1913). Il étudie à l'école primaire de Remscheid aux lycées de Magdebourg et d'Elberfeld .

### Kaiserliche Marine
Le 7 avril 1897 Hintzmann rejoint la Kaiserliche Marine en tant que cadet et sert initialement sur le navire-école SMS Stein et le croiseur corvette SMS Sophie. Il devient aspirant en 1898. En 1899, il est nommé Fähnrich zur See, en 1900 comme Leutnant zur See et en 1902 comme Oberleutnant zur See. Dans les années suivantes, il occupe des différents commandements, y compris à l'étranger, jusqu'à ce qu'il devienne finalement Kapitänleutnant (le 6 avril 1907) et commande divers torpilleurs et unités de torpilleurs jusqu'en 1913. De 1908 à 1910, il participe à la première et la deuxième assemblée de l'Académie navale. Pendant ce temps, il se marie en 1909. Diplômé de l'académie, il devient consultant dans la commande de test de torpilles à partir de 1910. De 1913 à 1914, il est officier de navigation sur le cuirassé SMS Kaiser.
Au cours des deux premières années de la Première Guerre mondiale, il fut adjudant pour l'inspection des armes à torpilles en tant que Korvettenkapitän jusqu'en 1916. Au cours de cette période, il rencontrera des hommes importants comme Ernst von Weizsäcker (1882–1951) et Gottfried Treviranus (1891-1971). À partir de 1916, il est de nouveau officier de navigation sur les grands navires SMS Friedrich der Große et SMS Baden et en 1917, officier d'état-major - plus récemment en tant que chef des opérations à l'état-major de l'amiral au commandement des forces navales. Après un court intermède (1918-1919) comme délégué naval à la Commission d'armistice allemande, Hintzmann quitte la marine à l'automne 1919 avec le grade de Fregattenkapitän.

### Homme politique à Brême
Ernst Hintzmann s'installe à Brême en 1919. Il trouve sa vocation politique au sein du Parti populaire allemand (DVP). Il reprend le poste de directeur de circonscription de son parti à Brême et représente le DVP de 1920 à 1928 dans le Bürgerschaft de Brême. En 1925, il devient président régional du DVP. De 1925 à 1927, Hintzmann travaille comme signataire autorisé chez Kaffee Hag (de) à Brême, puis jusqu'en 1929 comme directeur du Weser-Zeitung. Un des points forts de son activité politique est sa participation au Hindenburgbund, l'organisation de jeunesse du DVP. En mai 1928, Hintzmann est élu pour la première fois au Reichstag, auquel il est réélu en septembre 1930 - jusqu'en juillet 1932 en tant que représentant de la 14e circonscription (Weser-Ems). À ce moment, il s'oriente politiquement à droite : il quitte le DVP et rejoint le Parti national populaire allemand (DNVP), pour lequel il retourne au Reichstag en novembre 1932 dans l'ancienne circonscription. La raison de la rupture avec le DVP est la politique du DVP, que Hintzmann considère comme sans direction. Après sa réélection en mars 1933, il est cette fois membre du Reichstag jusqu'en novembre 1933. Pendant son mandat de député, il vote, entre autres, pour l'adoption de la loi d'habilitation en mars 1933. Au DNVP, Hintzmann s'est surtout consacré au développement de l'Association allemande de la jeunesse jusqu'à sa dissolution.

### Kriegsmarine
À partir de 1933, Ernst Hintzmann reprend la direction de la Fédération des associations marines allemandes, qui, le 1er mai 1934, est affilié au Reichskriegerbund sous le nom d'Association navale nationale-socialiste allemande. Hintzmann occupe ce poste jusqu'en 1941. Le 1er octobre 1937, il est réactivé en tant que Kapitän zur See et jusqu'en 1939, il est représentant militaire aux Pays-Bas et en Belgique. Il est ensuite employé à l'ambassade d'Allemagne aux Pays-Bas à partir du 1er octobre 1939 notifié comme attaché naval. Il occupe ce poste jusqu'au 10 mai 1940, date à laquelle il devient chef du personnel du chantier naval aux Pays-Bas. Pendant ce temps, il reçoit le titre de contre-amiral en 1938 et le grade de Konteradmiral en 1944. Le 31 janvier 1944, il est libéré du service militaire actif et retourne à Berlin, où il a également une résidence de 1938 à 1945. Peu avant la fin de la guerre, il est arrêté à Berlin et devient ainsi prisonnier de guerre.
Après la guerre, il retourne à Brême malade en 1946 et vit en isolement à Lesum. Le 17 janvier 1951, Ernst Hintzmann décède à Brême.

## Honneurs
- Croix de fer (1914) 2e et 1re classe[6]
- Chevalier de l'Ordre de Hohenzollern avec des épées
- Ordre de l'Aigle rouge 4e classe avec couronne
- Croix du Mérite militaire de Mecklembourg 2e classe

## Travaux
- Marine, Krieg und Umsturz. Der deutschen Flotte Werden, Wirken und Sterben, 1919.